# Garnek (gromada)
Garnek – dawna gromada, czyli najmniejsza jednostka podziału terytorialnego Polskiej Rzeczypospolitej Ludowej w latach 1954–1972.
Gromady, z gromadzkimi radami narodowymi (GRN) jako organami władzy najniższego stopnia na wsi, funkcjonowały od reformy reorganizującej administrację wiejską przeprowadzonej jesienią 1954 do momentu ich zniesienia z dniem 1 stycznia 1973, tym samym wypierając organizację gminną w latach 1954–1972.
Gromadę Garnek siedzibą GRN w Garnku utworzono – jako jedną z 8759 gromad na obszarze Polski – w powiecie radomszczańskim w woj. łódzkim, na mocy uchwały nr 36/54 WRN w Łodzi z dnia 4 października 1954. W skład jednostki weszły obszary dotychczasowych gromad Chmielarze, Dąbek, Garnek, Karczewice i Kuźnica ze zniesionej gminy Garnek w tymże powiecie. Dla gromady ustalono 26 członków gromadzkiej rady narodowej.
1 stycznia 1958 do gromady Garnek przyłączono wieś Kajetanowice i wieś Piaski ze zniesionej gromady Piaski.
31 grudnia 1961 do gromady Garnek przyłączono osadę fabryczną Rzeki, wieś Rzeki Małe oraz wieś, kolonię i parcelę Rzeki Wielkie ze zniesionej gromady Skrzydlów.
Gromada przetrwała do końca 1972 roku, czyli do kolejnej reformy gminnej.